# Janiópolis
Janiópolis är en kommun i Brasilien.   Den ligger i delstaten Paraná, i den södra delen av landet, 1 100 km sydväst om huvudstaden Brasília. Antalet invånare är 6 536.
Trakten runt Janiópolis består till största delen av jordbruksmark. Runt Janiópolis är det glesbefolkat, med 19 invånare per kvadratkilometer.